# Virginia Duenkel
Virginia Ruth Duenkel, detta Ginny (Orange, 7 marzo 1947), è un'ex nuotatrice statunitense.
Specializzata nello stile libero e nel dorso, ha vinto la medaglia d'oro nei 400 m sl e il bronzo nei 100 m dorso ai Giochi olimpici di Tokyo 1964, a soli 17 anni.
Nel 1985 è diventata una dei Membri dell'International Swimming Hall of Fame.
È stata primatista mondiale dei 100 m dorso.

## Palmarès
- Olimpiadi
  - Tokyo 1964: oro nei 400 m sl e bronzo nei 100 m dorso.